# Rajd Ypres 1981
Rajd Ypres 1981 (17. Ypres 24 Hours Rally) – 17. edycja rajdu samochodowego Rajd Ypres rozgrywanego w Belgii. Rozgrywany był od 26 do 28 czerwca 1981 roku. Była to dwudziesta dziewiąta runda Rajdowych Mistrzostw Europy w roku 1981 (rajd miał najwyższy współczynnik – 4), czwarta runda Rajdowych mistrzostw Belgii oraz szósta runda Rajdowych mistrzostw Holandii..

## Klasyfikacja rajdu
| Miejsce                                         | Kierowca                                        | Pilot                                           | Samochód                                        | Czas                                            | Strata                                          |                                                 |
| Klasyfikacja generalna, ERC i mistrzostw Belgii | Klasyfikacja generalna, ERC i mistrzostw Belgii | Klasyfikacja generalna, ERC i mistrzostw Belgii | Klasyfikacja generalna, ERC i mistrzostw Belgii | Klasyfikacja generalna, ERC i mistrzostw Belgii | Klasyfikacja generalna, ERC i mistrzostw Belgii | Klasyfikacja generalna, ERC i mistrzostw Belgii |
| ----------------------------------------------- | ----------------------------------------------- | ----------------------------------------------- | ----------------------------------------------- | ----------------------------------------------- | ----------------------------------------------- | ----------------------------------------------- |
| 1.                                              | Jean-Claude Andruet                             | Denise Emmanuelli                               | Ferrari 308 GTB                                 | 6:21:58                                         | 0.0                                             |                                                 |
| 2.                                              | Bernard Béguin                                  | Jean-Jacques Lenne                              | Porsche 911 SC                                  | 6:26:16                                         | +4:18                                           |                                                 |
| 3.                                              | Guy Colsoul                                     | Alain Lopes                                     | Opel Ascona 400                                 | 6:28:16                                         | +6:18                                           |                                                 |
| 4.                                              | Marc Duez                                       | Willy Lux                                       | Porsche 911 SC                                  | 6:29:43                                         | +7:45                                           |                                                 |
| 5.                                              | Jimmy McRae                                     | Ian Grindrod                                    | Opel Ascona 400                                 | 6:31:17                                         | +9:19                                           |                                                 |
| 6.                                              | Patrick Snijers                                 | Eric Symens                                     | Ford Escort RS 1800 MKII                        | 6:36:12                                         | +14:14                                          |                                                 |
| 7.                                              | Jean-Louis Dumont                               | Eddy Borremans                                  | Renault 5 Turbo                                 | 6:38:41                                         | +16:43                                          |                                                 |
| 8.                                              | Gaby Goudezeune                                 | Serge Messine                                   | Opel Ascona 400                                 | 6:41:26                                         | +19:28                                          |                                                 |
| 9.                                              | Robert Droogmans                                | Ronny Joosten                                   | Ford Escort RS 1800 MKII                        | 6:48:02                                         | +26:04                                          |                                                 |
| 10.                                             | Willy Plas                                      | Eddy Nijs                                       | Fiat Ritmo 75                                   | 6:53:04                                         | +31:06                                          |                                                 |